# Sint-Petruskerk (Eindhoven)
De Sint-Petruskerk is een kerk in Eindhoven.
De huidige Sint-Petruskerk aan de Kloosterdreef in het stadsdeel Woensel is gebouwd na de sloop van de oude Sint-Petruskerk in 1815. Ze werd ingewijd in 1880. Het is een neogotische kruisbasiliek welke H.J. van Tulder als architect had. Tijdens de bouw stortte de toren in, in 1875. Pas in 1912 werd een nieuwe toren gebouwd. De architect was L.P.J. Kooken. De kerk is een rijksmonument en behoort met 76 m tot de hoogste kerken in Nederland. Ongeveer 50 meter noordelijker staat de Heilig-Hartkapel. Minder dan één kilometer ten oosten van de Sint-Petruskerk staat de Oude Toren van Woensel. Dit is de overgebleven toren van de lokale middeleeuwse kerk in Kempense gotiek, die eveneens gewijd was aan Sint-Petrus. In het jaar 1800 heeft een orkaan de spits en het schip van deze kerk vernield, waarna kerkgangers in een oude schuurkerk diensten hielden, en uiteindelijk de huidige Sint-Petruskerk bouwden om hun lokale kerkdiensten in te houden.

## Foto's

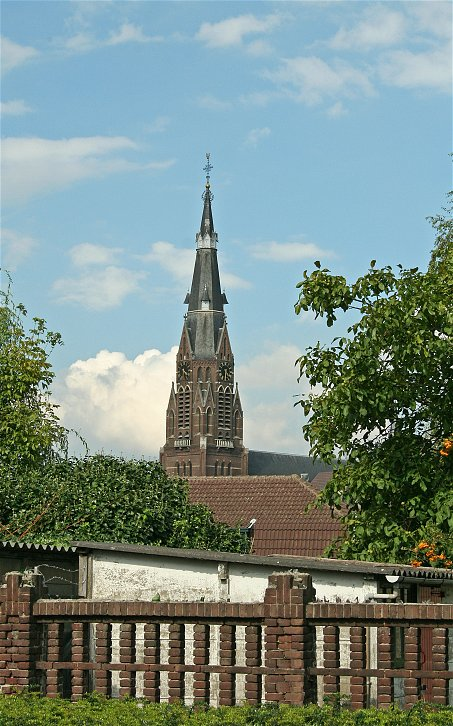
De kerk gezien vanuit Hemelrijken.
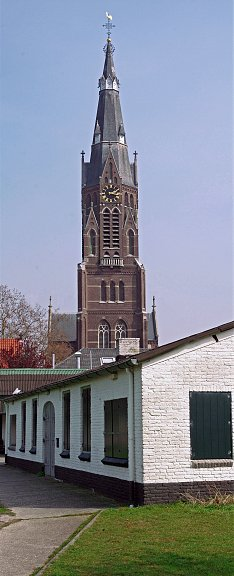
De kerk staat in de buurt Kronehoef.
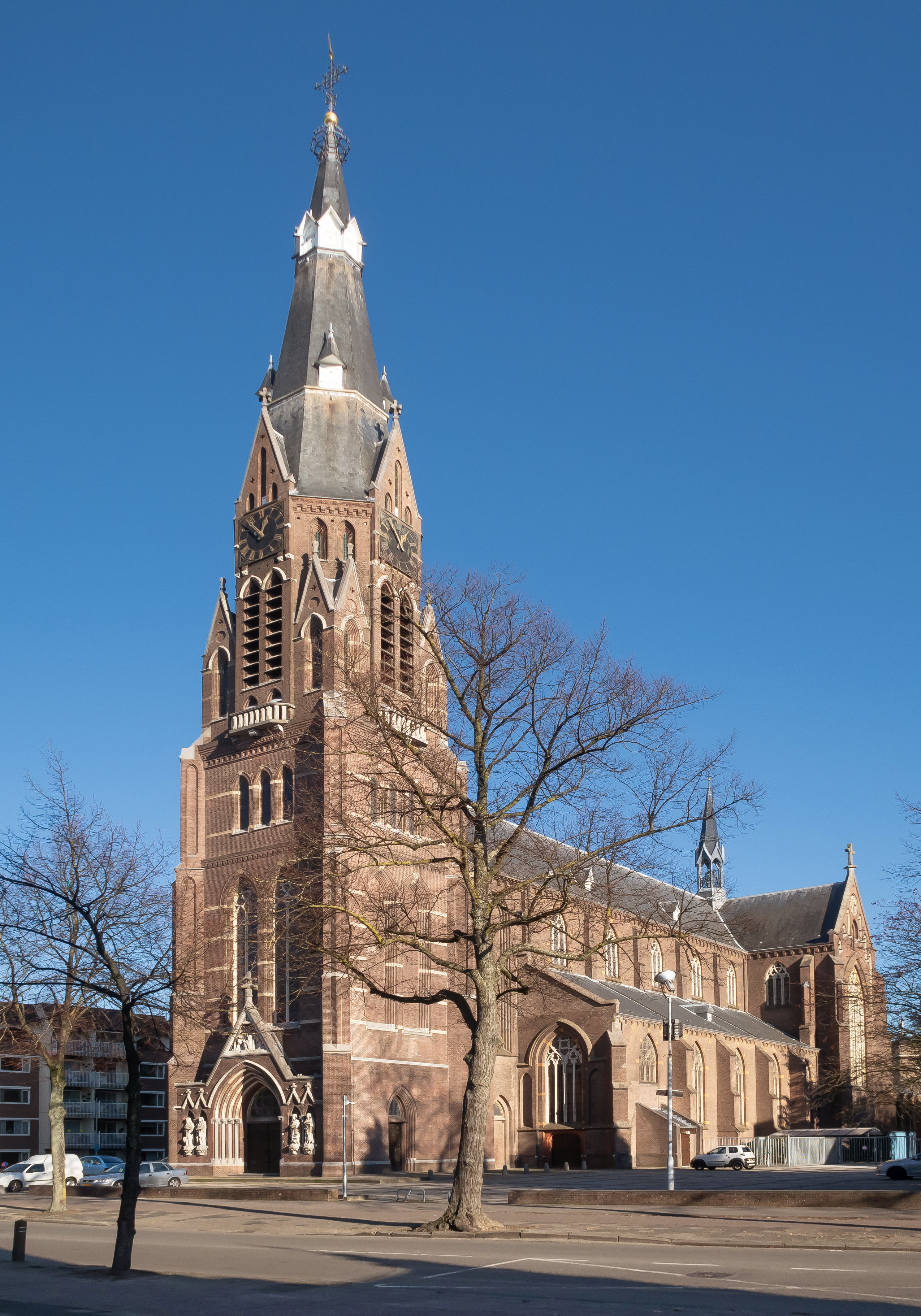
Sint-Petruskerk
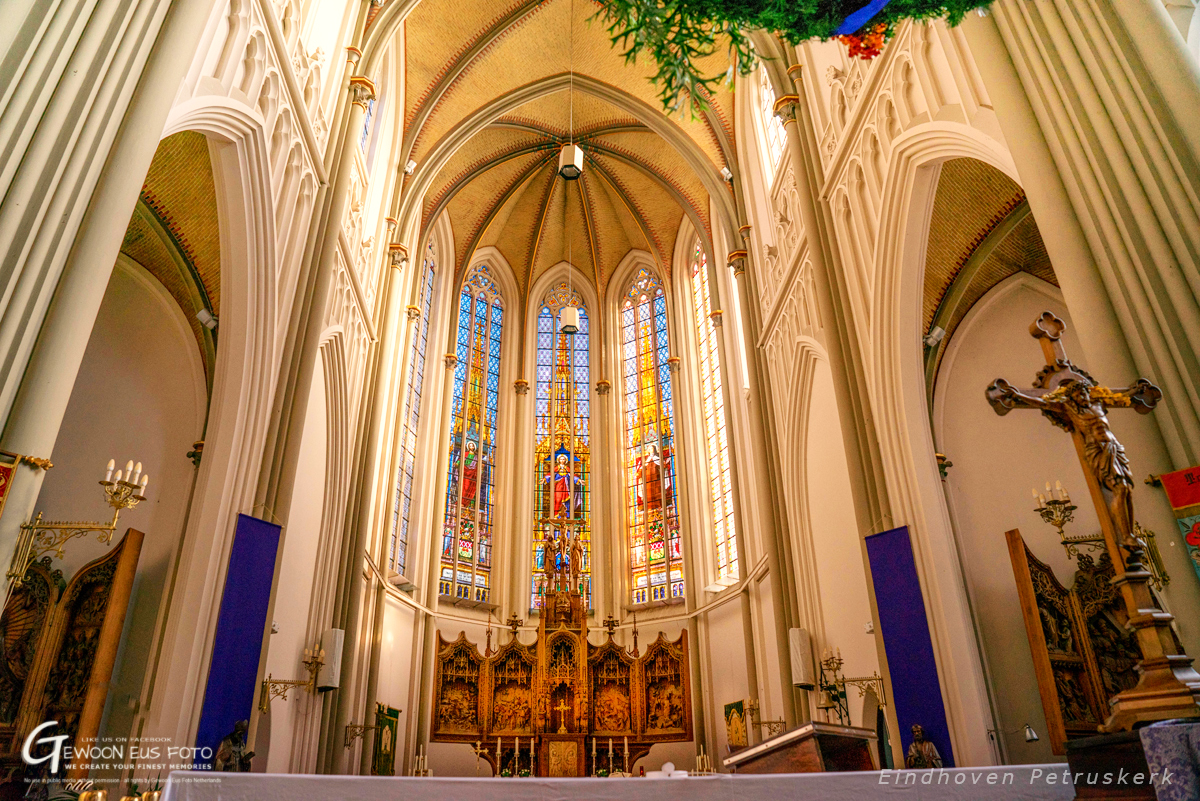
Koor Petruskerk
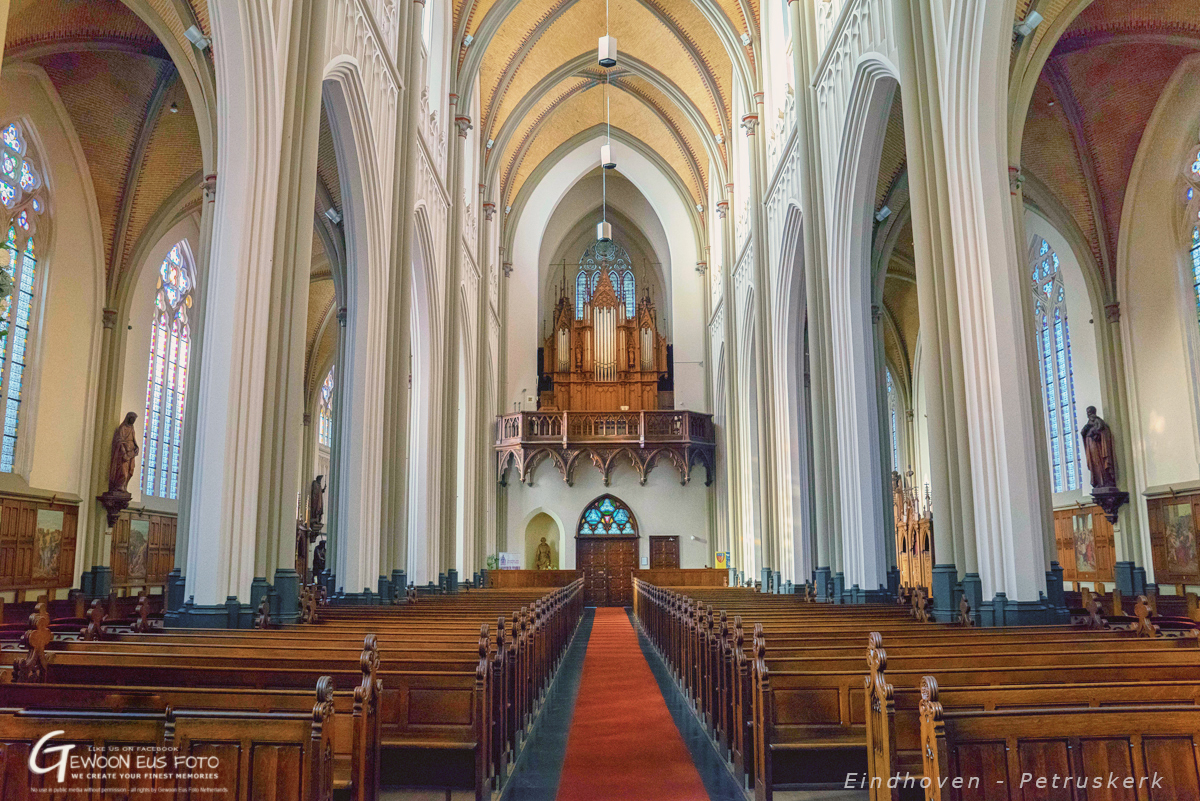
Orgel Petruskerk